# Болгарсько-іспанські відносини
Болга́рсько-іспа́нські відно́сини — це двосторонні міжнародні відносини між Болгарією та Іспанією. Країни встановили дипломатичні відносини 8 травня 1910. У 1946 відносини розірвано, а в 1970 — відновлено на рівні консульських установ та торгових місій. З січня 1970 дипломатичні відносини переросли до рівня посольств. У Болгарії є посольство в Мадриді та почесне консульство в Барселоні. В Іспанії є посольство в Софії.
Обидві країни є членами Європейського Союзу та НАТО.

## Королівські візити до Болгарії
- Король та королева Іспанії Хуан Карлос I та Софія.
  - 23–25 травня 1993 року — Софія
  - 8–10 червня 2003 року — Софія та Пловдив
- Принц Астурійський Філіп та Принцеса Астурійська Летиція
  - 9–10 лютого 2006 року — Софія
- липень 2013 року — делегація з Віго (Галісія, Іспанія) на чолі з А.Льєра — Софія, Пловдив та Плевен.